# Ophisops
Ophisops é um género de répteis escamados pertencente à família Lacertidae.

## Espécies
- Ophisops beddomei
- Ophisops elbaensis
- Ophisops elegans
- Ophisops jerdonii
- Ophisops leschenaultii
- Ophisops microlepis
- Ophisops minor
- Ophisops occidentalis